# Pilaria simulans
Pilaria simulans là một loài ruồi trong họ Limoniidae. Chúng phân bố ở miền Cổ bắc.